# Piotr Woźny
Piotr Woźny (ur. 3 sierpnia 1971) – polski prawnik, urzędnik państwowy i menedżer.
W latach 2000–2001 podsekretarz stanu w Ministerstwie Łączności, w latach 2015–2017 podsekretarz stanu w Ministerstwie Cyfryzacji, w 2018 na tożsamym stanowisku w Ministerstwie Przedsiębiorczości i Technologii. W latach 2018–2019 wiceprezes, a 2019–2020 prezes Narodowego Funduszu Ochrony Środowiska i Gospodarki Wodnej. Od 2020 prezes zarządu Zespołu Elektrowni Pątnów-Adamów-Konin.

## Życiorys
Absolwent Wydziału Prawa i Administracji Uniwersytetu im. Adama Mickiewicza w Poznaniu. Ukończył aplikację sędziowską i radcowską, po czym pracował w drugim z zawodów.
Od 18 grudnia 2000 do 25 lipca 2001 pełnił funkcję wiceministra łączności w rządzie Jerzego Buzka. Następnie powrócił do praktyki prawniczej, zajmując się rynkiem telekomunikacyjnym i regulacjami prawnymi tego sektora, zabiegając o demonopolizację. W 2008 wyróżniony przez Krajową Izbę Gospodarczą Elektroniki i Telekomunikacji tytułem „Zasłużony dla KIGEiT w ostatnim 15-leciu” oraz dwukrotnie tytułem „Mecenasa Edukacji Prawniczej” przez ELSA Poland.
Od 24 listopada 2015 do kwietnia 2017 wiceminister cyfryzacji, odpowiedzialny za dofinansowanie budowy sieci szerokopasmowych. Po odejściu z ministerstwa został doradcą ministra rozwoju Mateusza Morawieckiego do spraw programu Czyste Powietrze. 17 stycznia objął funkcję wiceministra przedsiębiorczości i technologii. Odwołany ze stanowiska 12 marca 2018, tego samego dnia został pełnomocnikiem Morawieckiego ds. Programu Czyste Powietrze, Przewodniczącym Komitetu Monitorująco-Sterującego Krajowego Programu Ochrony Powietrza z funkcją kontrolną nad Ministrem Klimatu oraz doradcą minister przedsiębiorczości i technologii Jadwigi Emilewicz. Funkcję tę złożył po wyborze na stanowisko zastępcy prezesa Narodowego Funduszu Ochrony Środowiska i Gospodarki Wodnej, pozostał na stanowisku Pełnomocnika Prezesa Rady Ministrów oraz Przewodniczącego Komitetu Monitorująco-Sterującego Krajowego Programu Ochrony Powietrza. Był zastępcą przewodniczącego rady nadzorczej NFOŚiGW. W sierpniu 2019 został prezesem Narodowego Funduszu Ochrony Środowiska i Gospodarki Wodnej. Zrezygnował ze stanowiska w maju 2020 obejmując funkcję społecznego doradcy ministra klimatu ds. walki ze smogiem. We wrześniu 2020 zrezygnował z funkcji pełnomocnika Prezesa Rady Ministrów ds. programu Czyste Powietrze.
W 2019 objął funkcję przewodniczącego rady nadzorczej Miejskiego Przedsiębiorstwa Energetyki Cieplnej sp. z o. o. w Chełmie, rezygnując z niej w związku z objęciem urzędu prezesa NFOŚiGW. W czerwcu 2020 powołany na członka rady nadzorczej Zespołu Elektrowni Pątnów-Adamów-Konin S.A., której w listopadzie 2020 został prezesem zarządu. We wrześniu 2020 został przewodniczącym rady nadzorczej Miejskiego Przedsiębiorstwa Gospodarki Komunalnej sp. z o. o. w Chełmie.